# Club Romantech
Club Romantech è il terzo album in studio del duo musicale svedese Icona Pop, pubblicato il 1º settembre 2023 attraverso l'etichetta discografica indipendente svedese TEN Music Group e la Ultra Music. L'album segna la prima uscita in studio del duo dopo dieci anni.

## Descrizione
Il lavoro sull'album è iniziato nel 2020, quando il duo è stato costretto a vendere la propria casa di Los Angeles e a trasferirsi di nuovo a Stoccolma per la quarantena. Alla fine si ritrovarono nel "periodo più tranquillo" che avessero mai vissuto nella loro carriera. Tuttavia, volevano comunque creare musica che fosse "più ritmata". Hjelt ha affermato che il processo di scrittura non ha regole. L'intenzione era quella di condividere la loro visione con i fan, "invitandoli" nel loro mondo. Jawo ha aggiunto che il duo ama esprimere i propri problemi riguardanti "crepacuore e tristezza" in canzoni ballabili ed "edificanti".
Il 23 giugno 2023 il duo ha annunciato l'uscita dell'album attraverso i propri social media e ha condiviso la copertina del disco. L'annuncio ha visto anche l'uscita del singolo Where Do We Go from Here, una delle prime canzoni scritte per l'album nell'autunno 2020. Il progetto include anche una serie di singoli pubblicati dal 2020: Feels in My Body, Spa, Off of My Mind, You're Free, I Want You, Faster e Shit We Do for Love.

## Tracce
1. Fall in Love – 2:23 (Caroline Hjelt, Aino Jawo, Victoria AlkinLouice Leveau, Yaroslav Polikarpov, Philip Strand)
2. Desire (feat. Joel Corry e Rain Radio) – 2:39
3. Shit We Do for Love (feat. Yaeger) – 2:47 (HjeltJawo, Elizabeth Lowell Boland, Enzo Ingrosso, Hanna Jäger, Polikarpov, Strand)
4. Stick Your Tongue Out – 2:47
5. Make Your Mind Up Babe – 2:11
6. Stockholm at Night – 3:02
7. Where Do We Go From Here – 2:48 (HjeltJawo, Polikarpov, Robin Sherpa, Strand)
8. I Want You (feat. Galantis) – 2:26 (HjeltJawo, Christian Karlsson, Lawrie Martin, Raphaella Mazaheri-Asadi, Carl Ryden)
9. Loving You Ain't Easy – 2:34
10. Need You – 2:30
11. Off of My Mind (feat. Vize) – 2:44 (HjeltJawo, Mark Becker, Polikarpov, Sarah Alison Solovay, Alexander Tidebrink, Vitali Zestovskih)
12. Faster – 3:00 (HjeltJawo, Polikarpov)
13. You're Free (feat. Ultra Naté) – 2:47 (HjeltJawo, John Ciafone, Emelie Eriksson, PolikarpovLem Springsteen, Strand, Ultra Naté Wyche)
14. Feels in My Body – 2:39 (HjeltJawo, Milan D'Agostini, Nick Henriques, Joe Janiak, Sarah Alison Solovay)
15. Spa (feat. Sofi Tukker) – 3:19 (Hjelt, Jawo, John Hume, Tucker Halpern, Sophie Hawley-Weld)

Tracce bonus nell'edizione deluxe
1. Tears on the Dance Floor – 2:41
2. Freak – 2:26
3. Stick Your Tongue Out (Karma Fields Original Edit) – 4:35
4. Shit We Do for Love (Vize Dunk Remix) – 2:36
5. Fall In Love (Icona Pop DJ Edit) – 3:16
6. Shit We Do for Love (original demo) – 2:59